# Chelonus vaalensis
Chelonus vaalensis är en stekelart som beskrevs av Cameron 1906. Chelonus vaalensis ingår i släktet Chelonus och familjen bracksteklar. Inga underarter finns listade i Catalogue of Life.